# Schlacht von Arachova
1821

Walachischer Aufstand – Kalamata – Navarino – Patras – Salona – Livadeia – Lalas – Samothraki – Monemvasia – Alamana – Valtetsi – Doliana – 1. Akropolis – Gravia – Drăgășani – Grana – Vasilika (Thessaloniki) – Sculeni – Vasilika (Fthiotida) – Tripoli
1822–1824

Akrokorinth – Chalandritsa – Chios – Naoussa – Chios – Peta – Kompoti – Dervenakia – Agionori – Nauplia – 1. Missolonghi – Karpenisi – 2. Missolonghi – Kasos – Psara – Samos – Gerontas
Griechische Bürgerkriege 1823–1825
Ägyptische Intervention

Kremmydi – Andros – Sphacteria – Maniaki – Myloi – Alexandria – Kakosalesi – Kleisova – 3. Missolonghi – Kastraki – Mani – Varnakova – 2. Akropolis – Arachova – Kamatero – Phaleron
Intervention der Großmächte

Volos – Itea – Mega Spilaio – Navarino – Morea-Expedition – Chios-Expedition – Mortino – Koronisia – Petra
Seeschlachten sind in kursiv
Die Schlacht von Arachova (griechisch: Μαχή της Αράχους) fand zwischen dem 18. und 24. November 1826Greg. statt. Es kam zu Kämpfen zwischen einer Streitmacht des Osmanischen Reiches unter dem Kommando von Mustafa Bey und griechischen Rebellen unter Georgios Karaiskakis. Nachdem Karaiskakis Informationen über die Manöver der osmanischen Armee erhalten hatte, bereitete er einen Überraschungsangriff in der Nähe des Dorfes Arachova in Mittelgriechenland vor. Am 18. November wurden Mustafa Beys 2000 osmanische Soldaten in Arachova versperrt. Drei Tage später scheiterte ein Versuch einer 800 Mann starken Truppe, die Verteidiger zu befreien.
Am 22. November wurde Mustafa Bey tödlich verwundet und die Moral der Osmanen sank, da die hungernden Verteidiger unter kaltem Wetter und starken Regenfällen zu leiden hatten. Am Mittag des 24. November unternahmen die Osmanen einen verheerenden Ausbruchsversuch. Die meisten kamen bei den Kämpfen ums Leben oder erfroren. Der griechische Sieg bei Arachova verschaffte den Rebellen wertvolle Zeit, bevor ihnen die Großmächte ein Jahr später zu Hilfe kamen.

## Hintergrund
Im Februar 1821 begann der Geheimbund Filiki Eteria den griechischen Unabhängigkeitskrieg gegen das Osmanische Reich. Bis 1826 war die Erste Hellenische Republik durch interne Machtkämpfe und Ibrahims Invasion in Mani stark geschwächt. Ibrahims gut ausgebildete ägyptische Armee plünderte weite Teile Moreas und wendete das Kriegsglück zugunsten der Osmanen. Nach dem entscheidenden Sieg der Osmanen bei der dritten Belagerung von Missolonghi am 10. April 1826 beschränkten sich die Kämpfe auf die Belagerung der Akropolis. Die Osmanen schienen in Mittelgriechenland die Oberhand gewonnen zu haben, da viele griechische Rebellen die Amnestie des Großwesirs Mehmed Reschid Pascha akzeptierten, um den Härten des Krieges zu entgehen. Der Defätismus betraf eine Reihe christlicher Honoratioren (Kotzabasiden) aus Morea, die sich für den Frieden als Gegenleistung für eine begrenzte Autonomie einsetzten, wie sie die Osmanen der Walachei nach dem Ende des Russisch-Türkischen Krieges von 1806 gewährten.
Im Oktober 1826 gelang es dem griechischen General Georgios Karaiskakis, mit mehreren Kämpfern aus Missolonghi auszubrechen und nach Südosten in Richtung Morea vorzudringen. Am 27. Oktober erreichte er Domvrena und belagerte die 300 Mann starke osmanische Garnison, die in Turmhäusern Zuflucht gesucht hatte. Am 14. November brach Karaiskakis die Belagerung ab, nachdem er die Nachricht erhalten hatte, dass Mustafa Beys 2000 Mann starke Armee (darunter 300 Kavalleristen) ihren Vormarsch von Livadia nach Amfissa begonnen hatte, um die Garnison der Stadt zu entlasten und das osmanische Schießpulverlager in Atalandi zu schützen. Dadurch gerieten die griechischen Streitkräfte in der Gegend in große Gefahr. Am frühen Morgen des 16. November erreichte Karaiskakis das Kloster Hosios Loukas und verbrachte dort den Rest des Tages. Kurz vor Tagesanbruch des 17. November schlugen griechische Truppen ihr Lager in Distomo auf. Am selben Tag zerstreute Mustafa Bey griechischen Partisanen in Atalandi und kampierte später im Kloster Agia Ierousalim außerhalb von Davleia.
Dort befragte er den Hegumen des Klosters über Karaiskakis‘ Aufenthaltsort und ob er von seiner Absicht wusste, Amfissa zu befreien. Der Hegumenos log und behauptete, Karaiskakis habe Domvrena noch nicht verlassen und wisse nichts von den osmanischen Manövern. Mustafa Bey glaubte ihm, befahl seinen Soldaten jedoch trotzdem, die Mönche im Auge zu behalten, und versprach, sie hinzurichten, sollte einer von ihnen versuchen, seine Anwesenheit im Kloster zu verraten. Als Mustafa Bey und sein Leutnant (Kehaya) beim Essen ihre Zukunftspläne besprachen, belauschte ein Mönch, der fließend Türkisch sprach, ihr Gespräch. Die Mönche trafen sich im Geheimen und beschlossen, einen von ihnen nach Distomo zu schicken und Karaiskakis über die Route zu informieren, die die Türken nehmen würden. Einem jungen Mönch namens Panfoutios Charitos gelang es, den türkischen Wachen zu entkommen, Karaiskakis zu informieren und, wiederum den türkischen Wachen entkommend, in sein Bett zurückzukehren, bevor die Türken am nächsten Morgen die Zahl der anwesenden Mönche zählten.
Karaiskakis befahl seinen Offizieren Georgios Chatzipetros, Alexios Grivas und Georgios Vagias sofort, die Kirche Agios Georgios in Arachova und die umliegenden Häuser zu besetzen. Sie sollten die Türken mit einer Streitmacht von 500 Mann angreifen, sobald ihre Feinde aus den Pässen des Parnass-Gebirges hervortraten. Zwischen Arachova und Distomo waren kleine Gruppen stationiert, um den Ausbruch von Gefechten zu signalisieren, woraufhin ihnen die Hauptstreitmacht zu Hilfe kommen sollte. Christodoulos Chatzipetros und seine 400 Mann starke Einheit deckten eine Passage südlich von Arachova ab. Karaiskakis‘ Sekretär schickte daraufhin Nachrichten an alle bekannten Guerillagruppen in der Umgebung und informierte sie über die bevorstehende Schlacht.

## Schlacht

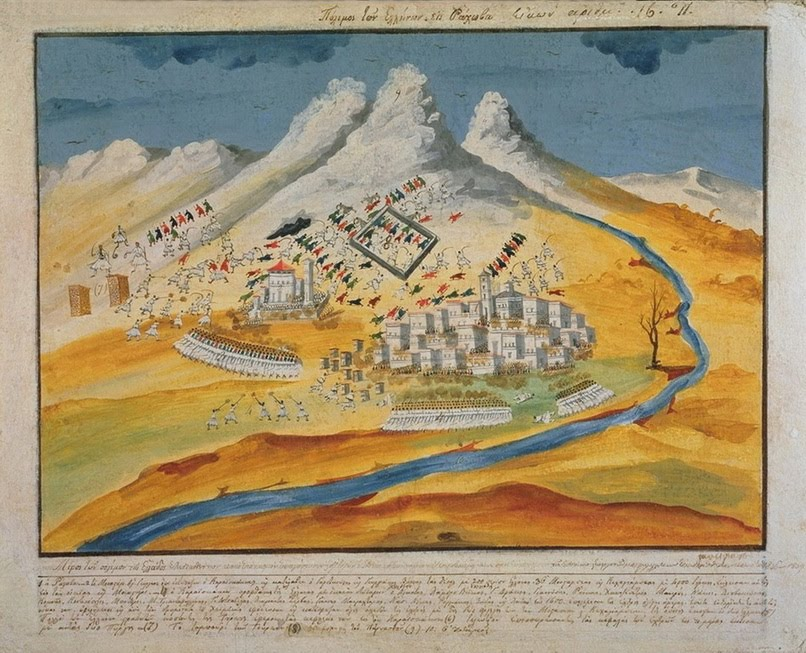
Abbildung der Schlacht von Arachova.

Am 18. November um 10:00 Uhr signalisierten griechische Wachposten, dass sich die Türken Arachova von Nordosten her näherten. Eine Vorhut türkischer Truppen erreichte das Dorf und wartete auf den Rest der Armee, als albanische Soldaten in osmanischen Diensten bemerkten, dass in mehreren Häusern frisch gehauene Schießscharten angebracht waren. Sie gingen hinter großen Felsen im Dorf in Deckung und begannen ein Feuergefecht mit den Griechen. Dies kam für die Mehrheit der Dorfbewohner überraschend, die bis zur letzten Minute nichts von der Situation mitbekommen hatten. Sie flohen nun in Panik aus Angst vor zukünftigen Repressalien. Die Türken schickten weiterhin neue Truppen in das Dorf und näherten sich stetig den griechischen Stellungen, die sie ständig mit Schüssen bombardierten. In der Zwischenzeit wurden die Truppen von Christodoulos Chatzipetros auf den Hügel Kumula verlegt, der das Dorf von Süden aus überblickt. Gegen Mittag erschienen die Truppen von Karaiskakis am Stadtrand von Arachova, und Rebellen aus den umliegenden Gebieten sammelten sich westlich des Dorfes und kesselten die Türken so vollständig ein. Mustafa Bey reagierte, indem er eine Abteilung von 500 Infanteristen entsandte, um Karaiskakis' Vormarsch aufzuhalten. Der Rest der türkischen Armee besetzte einen Hügel oberhalb des Dorfes, während sich die Abteilung in den umliegenden Häusern verbarrikadierte.
Beim Abstieg vom Hügel Mavra Litharia wurden die Griechen unter Karaiskakis von der türkischen Abteilung angegriffen, die im Dorf zurückgeblieben war. Eine Viertelstunde später hatten die Türken den Angriff vom Hügel erfolgreich zurückgeschlagen, außerdem brach die rechte Flanke der Griechen aus den Reihen aus und floh. Die Situation kehrte sich um, als eine Einheit der Soulioten unter Georgios Tzavelas eine zweite Offensive startete, einen türkischen Offizier tötete und Deserteure dazu brachte, auf das Schlachtfeld zurückzukehren. Die Moral auf der rechten türkischen Flanke sank rapide, und wer entkommen konnte, wurde westlich des Dorfes abgefangen und getötet. Doch das osmanische Zentrum und die linke Flanke hielten stand und Karaiskakis suchte nach anderen Wegen, um die Pattsituation zu beenden. 300 Griechen unter Giotis Danglis zogen westlich des Zervospilies-Hügels vorbei und nahmen eine Erhebung ein, von dem aus man den Hügel überblicken konnte, den die türkische Hauptstreitmacht besetzt hatte. Dies kam für Mustafa Bey völlig überraschend und führte mit dem Schwert in der Hand einen türkischen Gegenangriff an. Aufgrund des günstigen Geländes schlugen die Griechen innerhalb einer halben Stunde drei Angriffswellen nieder. In der Zwischenzeit überwand Karaiskakis den Widerstand, der ihm entgegenschlug, und schloss sich seinen Waffenbrüdern in der Agios-Georgios-Kirche an. Das türkische Lager wurde bei Einbruch der Dunkelheit umzingelt und belagert und die Angriffe eingestellt.
Am 19. November kam es zu einem Schusswechsel zwischen beiden Seiten, bei dem die Barrikaden der jeweils anderen Seite nur geringfügig beschädigt wurden. Der Rest des Tages verlief ereignislos. In den frühen Morgenstunden des 20. November erhielten die Griechen 450 Mann Verstärkung, die meisten von ihnen wurden zum Wachdienst auf die Straßen nach Arachova geschickt. Am 21. November erschienen 800 Soldaten unter Abdullah Agha außerhalb von Davleia, wo sie sich in zwei Truppen aufspalteten. Die kleinere Gruppe marschierte zum Kloster Agia Ierousalim, während die größere in Richtung Zemeno marschierte. Zemeno sollte der Punkt sein, von dem aus Abdullah Agha die Griechen in den Rücken fallen und Mustafa Bey so den Ausbruch aus der Einkreisung ermöglichen würde. Die erste Formation sollte als Ablenkung dienen.
Mustafa Beys Truppen griffen Zemeno vor Abdullah Aghas Ankunft hastig an und wurden zurückgedrängt. In der Zwischenzeit wurde Abdullah Aghas Vorhut in einem schmalen Durchgang, der nach Zemeno führte, überfallen. 30 Türken wurden getötet und viele verwundet, bevor ein unorganisierter Rückzug durchgeführt wurde; Die Rebellen erbeuteten 80 mit Vorräten beladene Tiere. Die Lage im türkischen Lager war verzweifelt, da die hungernden Verteidiger unter kaltem Wetter und starken Regenfällen litten. Seine Soldaten drängten Mustafa Bey zu Verhandlungen. Karaiskakis forderte die Türken auf, alle ihre Waffen und ihr Geld herauszugeben, die Kehaya und den Bruder von Mustafa Bey als Geiseln zu stellen und Livadia sowie Amfissa aufzugeben, und versprach ihnen im Gegenzug freies Geleit. Die Bedingungen wurden von einem Boten mit dem Ausruf „Krieg!“ abgelehnt, drei Mal. Am Morgen des 22. November befahl Karaiskakis, von allen Seiten Salven auf das türkische Lager abzufeuern.
Mustafa Bey, der aus seinem Zelt gekommen war, um seinen Truppen Mut zu machen, wurde tödlich an der Stirn verletzt. Am folgenden Tag übernahm der Kehaya das Kommando, als ein Schneesturm durch die Gegend fegte. Als Mustafa Beys Zustand seinen Offizieren bekannt wurde, drohten die albanischen Offiziere, die Waffen niederzulegen, wenn die Bedingungen der Griechen nicht erfüllt würden.
Am Nachmittag des 24. November griffen 700 Osmanen eine kleine Einheit an, die die Straße zum Kloster Agia Ierousalim bewachte. Gleichzeitig befahl Abdullah Aga den Rückzug seiner Truppen. Obwohl der erste Ausbruch erfolgreich war, formierten sich die Griechen neu und spalteten die Türken in zwei Hälften. Die 500 Türken, die das Lager noch hielten, wurden umzingelt und niedergemetzelt, ebenso wie die meisten derjenigen, die entkommen waren. Die Soldaten, die dem Kehaya begegneten, ignorierten seine Bitten um Gnade, da sie kein Türkisch sprachen, und töteten ihn.

## Folgen

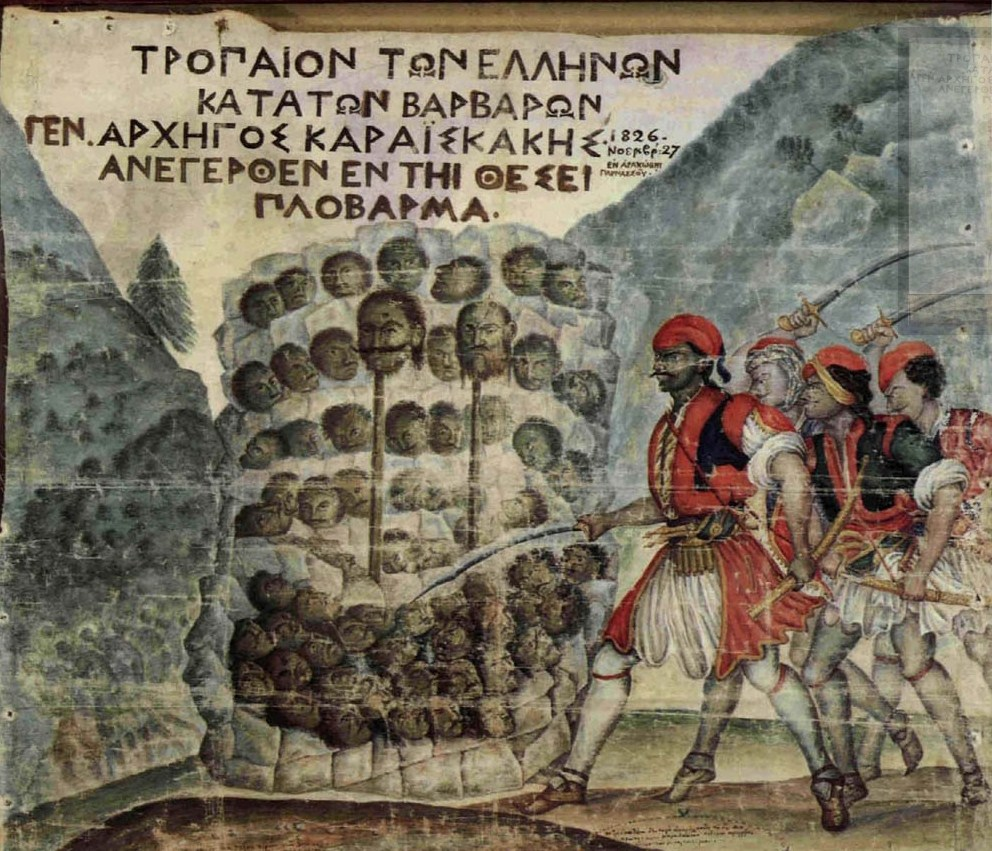
Turm aus abgetrennten Köpfen, der von den Griechen nach ihrem Sieg errichtet wurde.

Von der anfänglichen Streitmacht von 2000 Mann überlebten nur 300 Türken den Angriff. Sie entkamen mit Hilfe eines griechischen Überläufers namens Zeligiannaios. Die meisten von ihnen kamen im Schneesturm um.
Die Griechen machten 50 Gefangene, von denen die meisten ebenfalls an den Folgen von Unterkühlung starben. Die griechischen Verluste beliefen sich auf 12 Tote und 20 Verletzte. Die Griechen erbeuteten außerdem alle noch lebenden Lasttiere, 23 Flaggen sowie große Mengen an Waffen und Munition. Karaiskakis ordnete gemäß der osmanischen Tradition den Bau einer Pyramide aus 300 abgetrennten Köpfen an. Vor der Pyramide wurde ein Stein mit der Inschrift „Tropaion des griechischen Sieges über die Barbaren“ platziert, während die Köpfe von Mustafa Bey und der Kehaya an ihren Seiten platziert wurden. Die abgetrennten Ohren der getöteten Osmanen wurden gepökelt und in die griechische Hauptstadt Nafplio verschifft, was einem anderen osmanischen Brauch entsprach, bedeutende Siege zu feiern. Der Sieg wurde in den befreiten Gebieten Griechenlands groß gefeiert und war Gegenstand eines Volksliedes, das in Karaiskakis‘ Tagebüchern festgehalten wurde.
Mit diesem Sieg bei Arachova hielt Karaiskakis die Revolution im Osten Griechenlands am Leben. Anschließend versuchte er, die Versorgungslinien von Mehmed Reschid Pascha zwischen Thessalien und Attika zu unterbrechen. Am 5. Dezember 1826 zerstörten seine Truppen einen großen türkischen Versorgungskonvoi bei Tourkochori in der Nähe von Atalandi. In der Zwischenzeit verlegten die Osmanen weiterhin Truppen in den Süden Mittelgriechenlands mit dem Ziel, die griechische Belagerung von Amfissa zu durchbrechen und die osmanischen Streitkräfte zu verstärken, die die Akropolis blockierten. Durch den Sieg bei Arachova gewann Griechenland wertvolle Zeit, bevor die Beharrlichkeit der griechischen Revolutionäre und die Kriegsverbrechen ihrer Gegner die Großmächte dazu veranlassten, den Londoner Vertrag von 1827 zu unterzeichnen, der zu ihrem Eingreifen in den Krieg auf griechischer Seite führte. und wendete damit das Blatt im Krieg gegen die Osmanen entscheidend.